# 고성소방서 (경상남도)
고성소방서(固城消防署, Goseong Fire Station)는 경상남도 고성군을 관할하는 경상남도 소방본부 산하의 소방서이다.
소방서장은 소방정으로 보한다.

## 조직
| - 소방행정과 - 소방행정팀 - 예산장비팀 - 예방지도팀 | - 현장대응단 - 구조구급팀 - 지휘조사팀 |

## 관할센터 및 관할구역
고성소방서는 3개의 119안전센터와 1개의 구조대를 산하에 두고 있다.
| 명칭                 | 사진 | 주소                   | 관할구역                                               | 지역대        |
| -------------------- | ---- | ---------------------- | ------------------------------------------------------ | ------------- |
| 고성119안전센터      |      | 고성읍 남해안대로 2670 | 고성읍, 상리면, 대가면, 영현면, 삼산면, 하일면, 하이면 | 하일119지역대 |
| 회화119안전센터      |      | 회화면 영회로 2211     | 회화면, 영오면, 마암면, 구만면, 개천면                 | 영오119지역대 |
| 거류119안전센터      |      | 거류면 봉암1길 9       | 거류면, 동해면                                         |               |
| 고성소방서 119구조대 |      | 고성읍 남해안대로 2670 | 경상남도 고성군 일원                                   |               |

## 같이 보기
- 대한민국 소방청
- 대한민국의 소방
- 대한민국 소방공무원